# Lagochilus diacanthophyllus
Lagochilus diacanthophyllus là một loài thực vật có hoa trong họ Hoa môi. Loài này được (Pall.) Benth. mô tả khoa học đầu tiên năm 1834.